# Aloe gracilis
Aloe gracilis är en grästrädsväxtart som beskrevs av Adrian Hardy Haworth. Aloe gracilis ingår i släktet Aloe och familjen grästrädsväxter. Inga underarter finns listade i Catalogue of Life.

## Bildgalleri

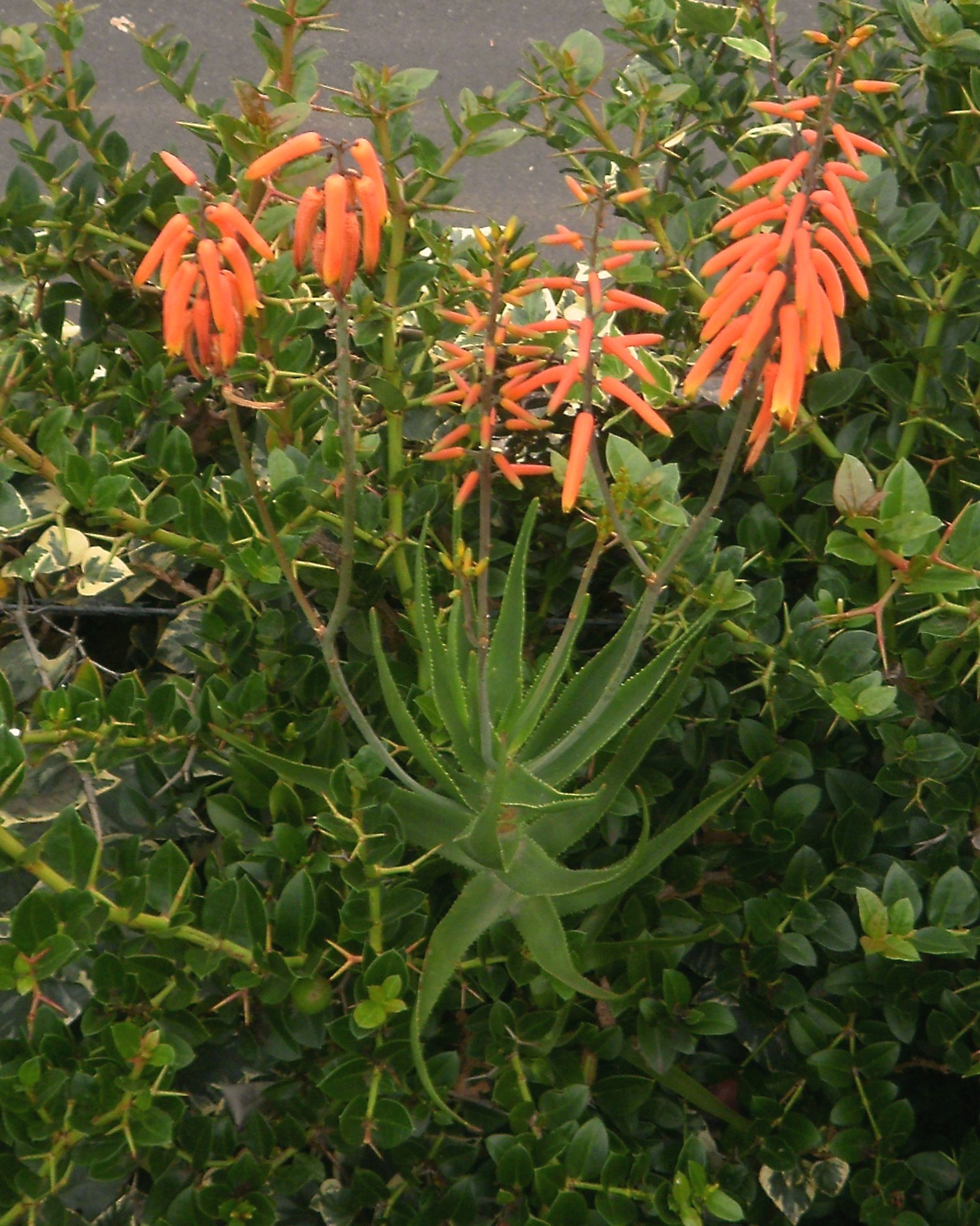
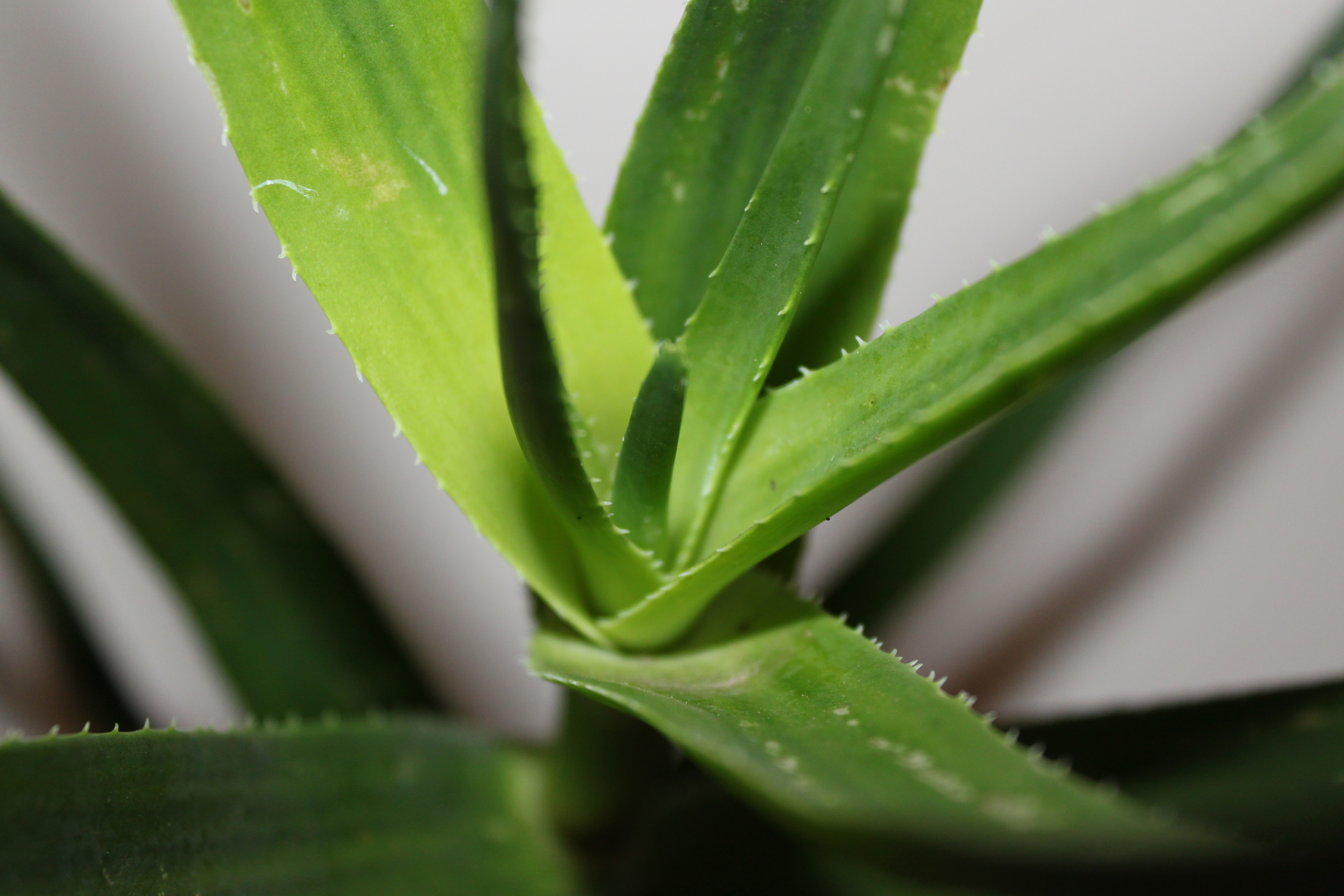
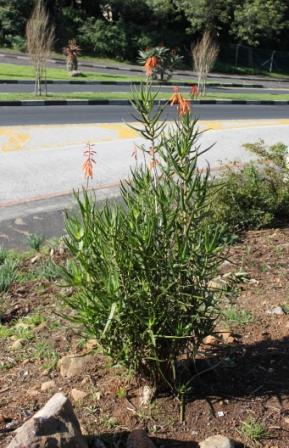
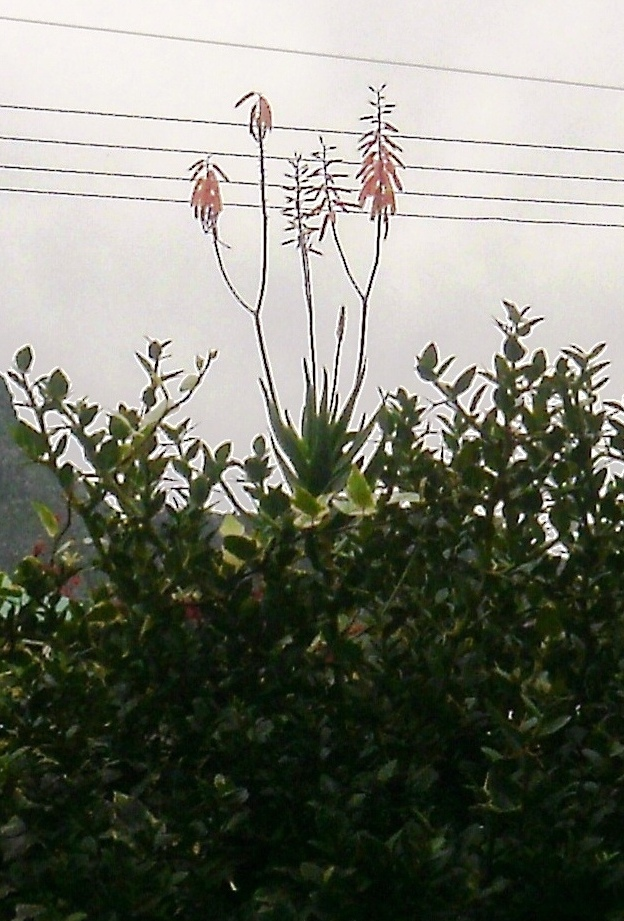
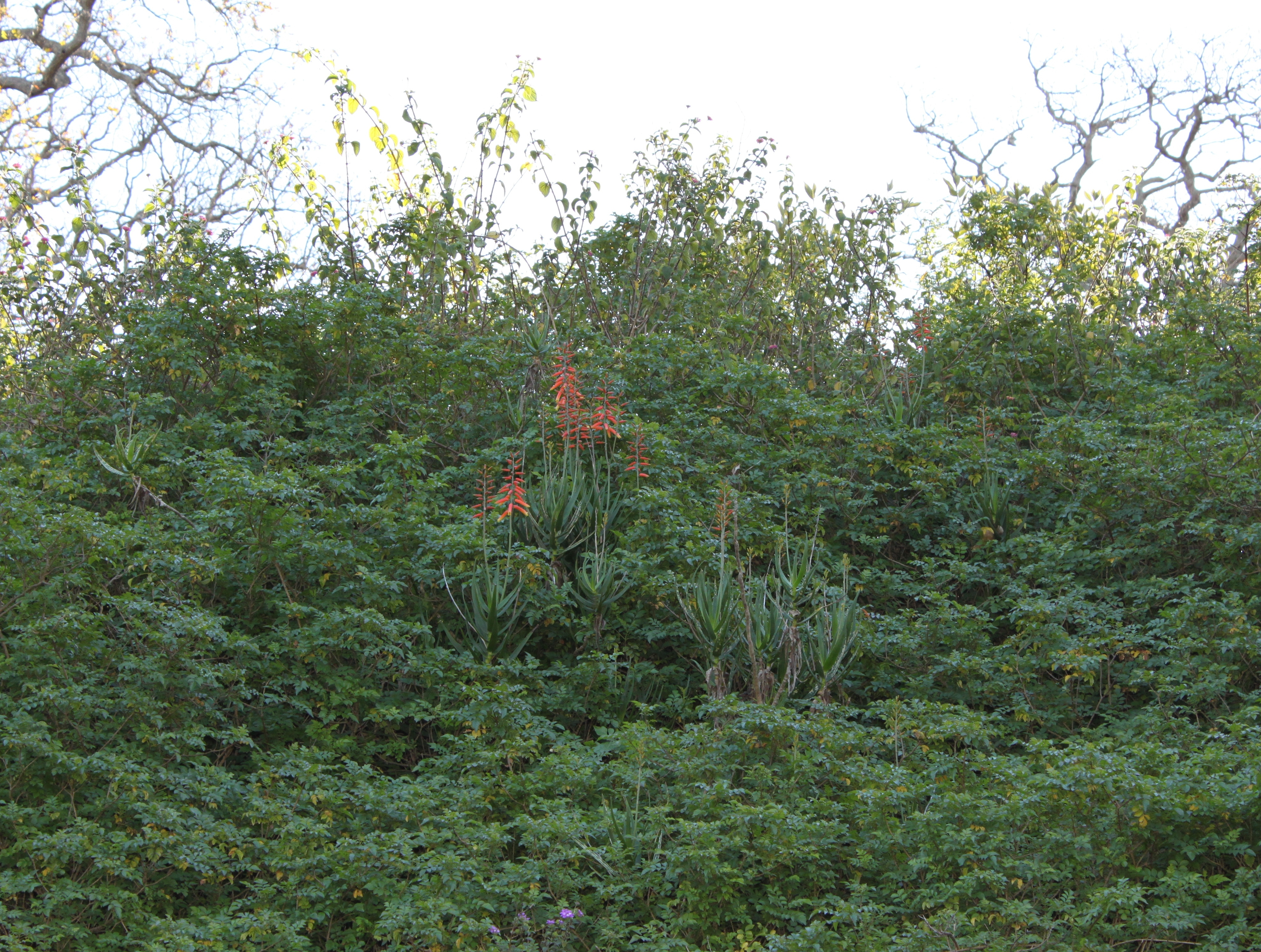